# Paralemnalia clavata
Paralemnalia clavata är en korallart som beskrevs av Verseveldt 1969. Paralemnalia clavata ingår i släktet Paralemnalia och familjen Nephtheidae. Inga underarter finns listade i Catalogue of Life.